# Eichsfelder Kälberblase

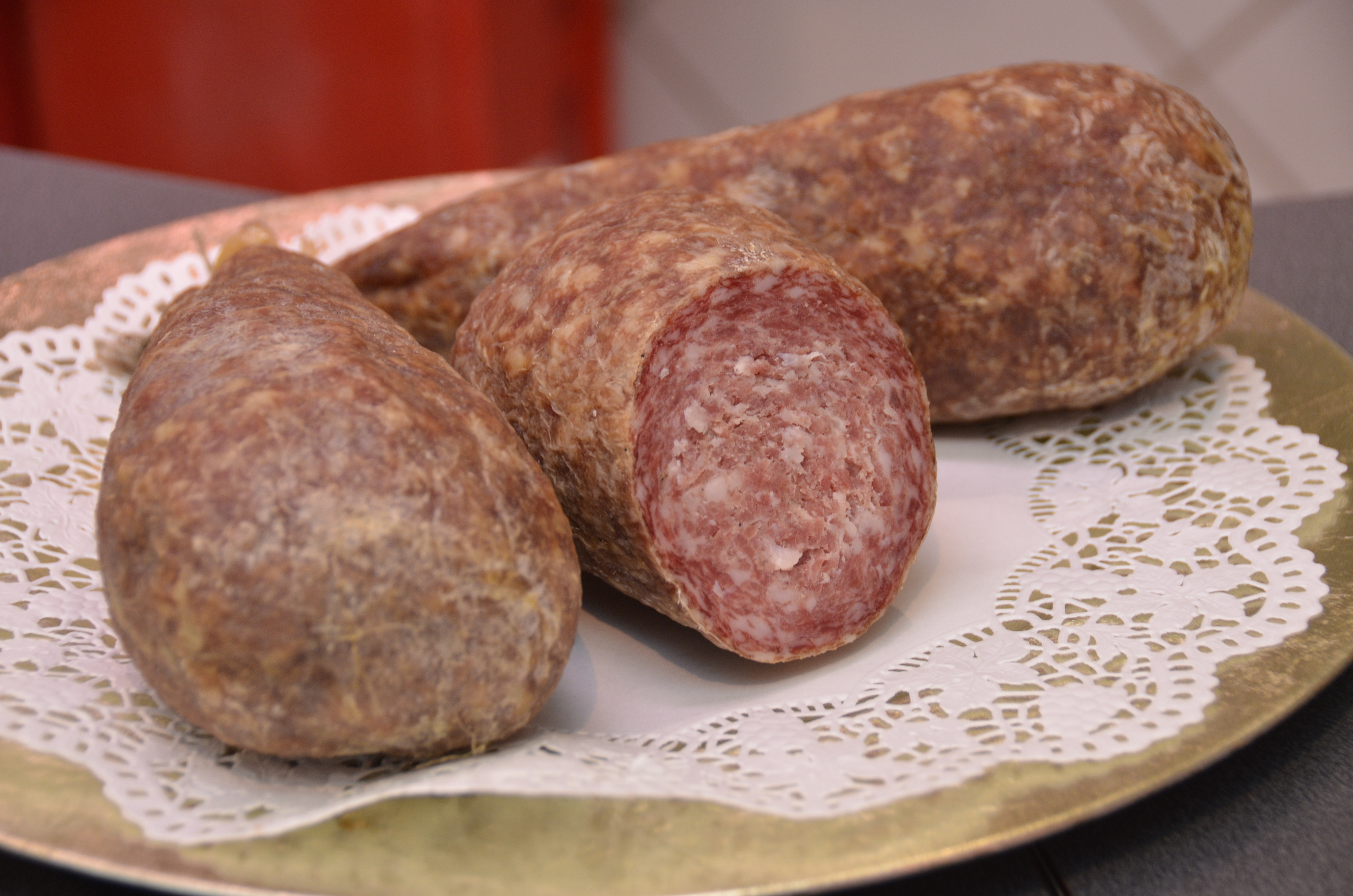
Eichsfelder Kälberblase(n)

Die Eichsfelder Kälberblase (auch Eichsfelder Blasenmettwurst genannt) ist eine regionale Wurstspezialität aus dem Eichsfeld.

## Herstellung
Die Eichsfelder Kälberblase ist aus Schweinefleisch hergestellt. Ihr Mindestalter beträgt 12 Monate. Ein besonderes Merkmal ist die warme Fleischverarbeitung kurze Zeit nach dem Schlachten (Warmfleischschlachtung). Die Fleischfasern können dann am besten die Gewürze aufnehmen. Gewürzt wird mit Salz, Pfeffer, Zucker und meistens auch Knoblauch. Eingebracht in eine Blase vom Kalb, die der Wurst eine kugelige Form gibt, vollzieht sich in einer Lehmwurstkammer dann in mindestens sechs Monaten der Reifungsprozess der Wurst. Durch die lehmige Trockenluft färbt sich das Wurstfleisch zunächst grau, um dann ausgereift eine kräftige rote Farbe anzunehmen. Obwohl die Eichsfelder Kälberblase ohne Konservierungsstoffe hergestellt wird, ist sie auch noch monatelang nach dem Reifeprozess haltbar.

## Verzehr
Traditionell wird die fertige Eichsfelder Kälberblase auf Mischbrot (ohne Margarine oder Butter) und mit sauer eingelegten Gurken serviert und verzehrt.